# Benna sinuata
Benna sinuata är en insektsart som beskrevs av Melichar 1914. Benna sinuata ingår i släktet Benna och familjen kilstritar.
Artens utbredningsområde är Filippinerna. Inga underarter finns listade i Catalogue of Life.